# Лис (Атлантические Пиренеи)
Лис (фр. Lys) — коммуна во Франции, находится в регионе Аквитания. Департамент — Атлантические Пиренеи. Входит в состав кантона Олорон-Сент-Мари-2. Округ коммуны — Олорон-Сент-Мари.
Код INSEE коммуны — 64363.

## География

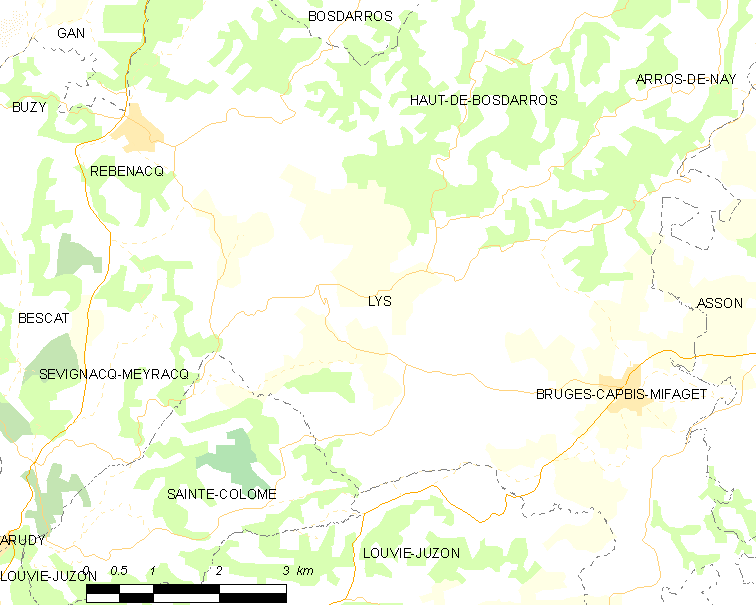
Карта коммуны

Коммуна расположена приблизительно в 670 км к югу от Парижа, в 195 км южнее Бордо, в 19 км к югу от По.

### Климат
Климат тёплый океанический. Зима мягкая, средняя температура января — от +5°С до +13°С, температуры ниже −10 °C бывают редко. Снег выпадает около 15 дней в году с ноября по апрель. Максимальная температура летом порядка 20-30 °C, выше 35 °C бывает очень редко. Количество осадков высокое, порядка 1100 мм в год. Характерна безветренная погода, сильные ветры очень редки.

## Население
Население коммуны на 2010 год составляло 360 человек.
| 1962 | 1968 | 1975 | 1982 | 1990 | 1999 | 2010 |
| ---- | ---- | ---- | ---- | ---- | ---- | ---- |
| 518  | 450  | 430  | 412  | 376  | 348  | 360  |

## Администрация
| Период | Период | Фамилия           | Партия | Примечания |
| ------ | ------ | ----------------- | ------ | ---------- |
| 1995   | 2014   | Франсис Лор       |        |            |
| 2014   | 2020   | Жан-Пьер Лабурдет |        |            |

## Экономика
В 2010 году среди 203 человек трудоспособного возраста (15-64 лет) 162 были экономически активными, 41 — неактивными (показатель активности — 79,8 %, в 1999 году было 67,5 %). Из 162 активных жителей работали 156 человек (87 мужчин и 69 женщин), безработных было 6 (2 мужчин и 4 женщины). Среди 41 неактивных 16 человек были учениками или студентами, 13 — пенсионерами, 12 были неактивными по другим причинам.

## Достопримечательности
- Церковь Успения Пресвятой Богородицы (XVIII век)